# Dermanyssus gallinae
Para outras espécies conhecidas pelo nome comum de bicho-de-galinha, ver bicho-de-galinha.
Dermanyssus gallinae, conhecido pelos nomes comuns de bicho-de-galinha, quiquito, pixilinga, ácaro-de-galinha, é um ácaro parasita das aves (comum em galinhas, daí o nome, com até 1 mm de comprimento, cosmopolita e de coloração avermelhada quando cheio de sangue. Parasita galinhas, perus, pombos e pássaros em cativeiro, sendo assim considerado praga importante na avicultura. Pode causar dermatite às pessoas que trabalham nesta atividade.